# Eschscholzia
Eschscholzia es un género de 12 especies de fanerógamas, de la familia de las Papaveraceae. 

## Descripción
Muchas de las plantas de este género son anuales o perennes, con hojas profundamente cortadas, glabras o glaucas; y mayormente basales, y un pequeño grupo crecen en eltallo. 
Presentan flores terminales, con cuatro pétalos amarillos o naranjas, solitarias o en multifloras cimas. Son tubulares. Los dos sépalos fusionados caen al abrir el pimpollo floral. Pétalos acuñados. Tienen 12 a numerosos estámenes.
Desarrollan un fruto cilíndrico, dehiscente, produciendo muchas pequeñas semillas.
Dos especies son muy cultivadas; y tienen el hábito de cerrarse en tiempo nuboso.
Las raíces dan un jugo incoloro o lechoso anaranjado, medianamente tóxico.
La más conocida es la amapola de California (Eschscholzia californica), la flor del Estado de California; otra común en cultivo es E. lobbii, que frecuentemente es ofrecida a la venta como "Eschscholzia caespitosa", aunque las dos especies son bastante diferentes.

## Taxonomía
El género  fue descrito por Adelbert von Chamisso y publicado en Horae Physicae Berolinenses 73–75, pl. 15. 1820. La especie tipo es: Eschscholzia californica Cham.
Etimología
El género lleva el nombre del botánico germano báltico Johann Friedrich von Eschscholtz (1793-1831).

## Especies
- Eschscholzia caespitosa: copa de oro.
- Eschscholzia californica: amapola de California, dedal de oro.
- Eschscholzia elegans
- Eschscholzia glyptosperma
- Eschscholzia hypecoides
- Eschscholzia lemmonii
- Eschscholzia lobbii
- Eschscholzia minutiflora
- Eschscholzia palmeri
- Eschscholzia parishii
- Eschscholzia ramosa
- Eschscholzia rhombipetala